# Córeczka (film 2010)
Córeczka (ang. Preacher's Kid) – amerykański film dramatyczny z 2010 roku.

## Fabuła
Dwudziestokilkuletnia córka pastora, Angie King marzy o karierze piosenkarki. Ucieka z domu i dołącza do podróżującej grupy teatralnej. Nawiązuje też romans z jej liderem Devlinem. Wystawiają oni musical gospelowy, będący nowoczesną wersją biblijnej przypowieści o synu marnotrawnym.

## Główne role
- LeToya Luckett - Angie King
- Rae'Ven Larrymore Kelly - Marcia
- Kierra Sheard - Litha
- Durrell Babbs - Devlin Mitchell
- Clifton Powell - Ike
- Gregory Alan Williams - pastor King
- Sharif Atkins - Wynton
- Tim Miner
- Trey Songz
- Tammy Townsend
- Essence Atkins
- Ella Joyce